# 헴 산소화효소
헴 산소화효소(영어: heme oxygenase)는 헴의 분해를 촉매하여 빌리베르딘, 제일철, 일산화 탄소를 생성하는 효소이다. 헴 산소화효소는 인체에서 일산화 탄소 생성을 위한 주 촉매제이다.

## 헴 산소화효소
헴 산소화효소는 HSP32로 확인된 열충격단백질(Heat Shock Protein, HSP) 계열의 헴 함유 구성원이다. 헴 산소화효소 1은 288개의 아미노산 잔기를 포함하는 32kDa 효소이다. 헴 산소화효소는 주로 소포체에 위치하지만 미토콘드리아, 세포핵, 세포막에서도 발견된다.
헴 산소화효소는 헴이 빌리베르딘/빌리루빈, 제일철, 일산화탄소로의 분해를 촉매한다. 헴 산소화효소는 몸 전체에 존재하지만 적혈구의 재활용 동안 헤모글로빈 분해의 상당한 활동을 비장에서 진행하며, 이는 헴 유래 내인성 일산화 탄소 생산의 80%를 차지한다. 헴 유래 일산화 탄소 생산의 나머지 20%는 주로 헴단백질(미오글로빈, 시토크롬, 카탈레이스, 과산화효소, 가용성 구아닐산 고리화효소, 산화질소 합성효소)의 간에서의 이화 작용과 골수에서 비효율적인 적혈구 생성에 기인한다. 헴 산소화효소는 유비퀴틴화를 통해 분해된다. 인간에게는 헴 산소화효소의 세 가지 동형(isoform)이 알려져 있다.

### 헴 산소화효소 1
헴 산소화효소 1(HO-1)은 비장, 간, 신장에서 가장 높은 농도로 몸 전체에 존재하는 스트레스 유발 동형이다. HO-1은 HMOX1 유전자에 의해 암호화되는, 288개의 아미노산 잔기를 포함하는 효소이다. 한 연구에 따르면 폐 조직의 HO-1 수준은 결핵 또는 감염이 없는 부위의 감염과 직접적으로 관련이 있으며 녹아웃 마우스는 이 효소의 필수적인 역할을 보여주기 때문에 감염이 되기 쉽다. HO-1은 초과산화물 및 기타 활성산소 종을 감소시켜 세포를 보호한다.

### 헴 산소화효소 2
헴 산소화효소 2(HO-2)는 고환, 내피 세포, 뇌의 항상성 조건 하에서 발현되는 동형이다. HO-2는 HMOX2 유전자에 의해 암호화된다. HO-2는 HO-1의 아미노산 서열과 47% 정도의 유사성을 띤다.

### 헴 산소화효소 3
헴 산소화효소 3(HO-3)은 촉매적으로 비활성인 것으로 간주되며 헴 감지 또는 헴 결합에서 작동하는 것으로 생각된다. 간, 전립선, 신장에서 가장 많이 존재한다.

### 미생물의 헴 산소화효소
헴 산소화효소는 계통 발생 계 전반에 걸쳐 보존된다. EBI의 InterPro 분류 데이터베이스에 따르면, 4,347종의 세균, 552종의 곰팡이, 6개의 고균이 HO-1 유사 효소를 발현한다. 미생물 헴 산소화효소의 상동체는 사카로마이세스 세레비지애(Saccharomyces cerevisiae)의 HMX1, Corynebacterium diphtheriae의  HmuO,  대장균(Escherichia coli)의 ChuS가 있다. 원핵생물 헴 산소화효소 시스템의 중요한 역할은 진핵생물로부터 철분의 획득을 촉진하는 것다. 일부 헴 산소화효소 유사 원핵생물 효소는 비활성 상태이거나 일산화 탄소를 방출하지 않는다. 대장균의 특정 균주는 일산화 탄소를 생성하지 않는 ChuW 동형을 발현하는 반면, 다른 미생물의 헴 산소화효소 유사 효소는 폼알데하이드를 생성하는 것으로 알려져있다.
인간 미생물 군집은 인간의 내인성 일산화 탄소 생성에 기여한다.

## 반응
헴 산소화효소는 알파-메테인 다리에서 헴 고리를 절단하여 빌리베르딘을 형성하거나 헴이 여전히 글로빈에 부착되어 있는 경우, 베르도글로빈을 형성한다. 이후 빌리베르딘은 빌리버딘 환원 효소에 의해 빌리루빈으로 전환된다. 반응은 다음과 같은 세 단계로 구성된다.
Heme b3+ + O
2 + NADPH + H+
→  α-meso-hydroxyheme3+ + NADP+
+ H
2O
α-meso-hydroxyheme3+ + H+
+ O
2 → verdoheme4+ + CO + H2O
verdoheme4+ + 7/2 NADPH + O
2+ 3/2 H+
 → biliverdin + Fe2+ + 7/2 NADP+
+ H
2O
이러한 반응의 전체 반응식은 다음과 같다.
Heme b3+ + 3O
2 + 9/2 NADPH + 7/2 H+
 → biliverdin + Fe2+ + CO + 9/2 NADP+
+ 3H
2O
헴이 처음에 2가 이온 상태인 경우, 반응은 다음과 같을 수 있다.
Heme b2+ + 3O2 + 4 NADPH + 4 H+ →  biliverdin + Fe2+ + CO + 4 NADP+ + 3H2O

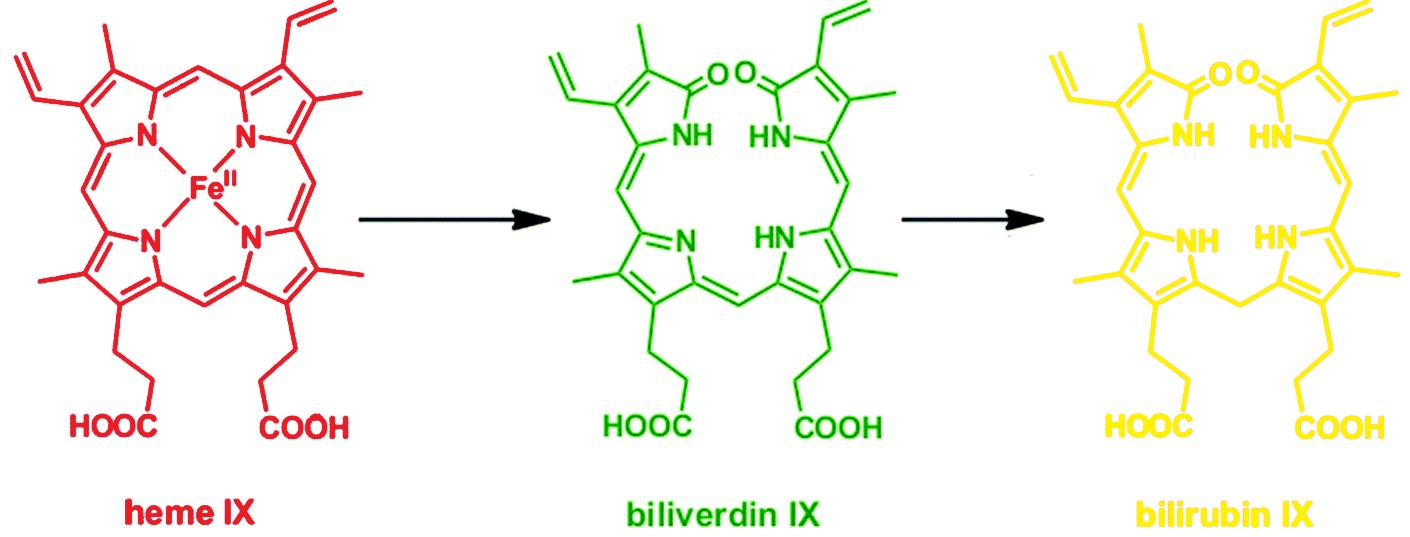
헴의 분해는 타박상의 치유 주기에서 볼 수 있는 세 가지 뚜렷한 크로모젠을 형성한다.

이 반응은 거의 모든 세포에서 발생한다. 이것에 대한 예는 멍의 형성으로, 점차적으로 치유됨에 따라 다른 크로모젠을 형성한다.

## 유도체
헴 산소화효소 1은 중금속, 스타틴, 파클리탁셀, 시롤리무스, 프로부콜, 일산화 질소, 실데나필, 일산화 탄소, 일산화탄소 방출 분자, 포르피린을 포함한 수많은 분자에 의해 유도된다.
헴 산소화효소의 식물 화학적 유도체는 커큐민, 레스베라트롤, 피케아탄올, 카페인산페네틸에스테르, 디메틸푸마르산, 푸마르산 에스테르, 플라보노이드, 칼코노이드, 빌로바, 안토시아닌, 플로로탄닌, 카르노솔, 오린 등을 포함한다.
내인성 유도제는 리포신 및 에폭시에이코사트리엔산과 같은 지질, 아드레노메둘린 및 아폴리포 단백질과 같은 펩타이드, 헤민이 존재한다.

## 같이 보기
- 헴